# Morelotia
Morelotia es un género de plantas herbáceas con dos especies de la familia de las ciperáceas.

## Taxonomía
El género fue descrito por Charles Gaudichaud-Beaupré y publicado en Voyage Monde Bot. 416. 1829. La especie tipo es: Morelotia gahniiformis Gaudich.

## Especies aceptadas
A continuación se brinda un listado de las especies del género Morelotia aceptadas hasta febrero de 2014, ordenadas alfabéticamente. Para cada una se indica el nombre binomial seguido del autor, abreviado según las convenciones y usos.
- Morelotia affinis (Brongn.) S.T.Blake
- Morelotia gahniiformis Gaudich.